# 弗莱福公园
52°21′40″N 4°56′57″E / 52.36111°N 4.94917°E
弗莱福公园（荷蘭語：Flevopark）是位于荷兰首都阿姆斯特丹阿姆斯特丹东的一座公园。1928年始建。1931年正式开放。